# Arla (Finland)

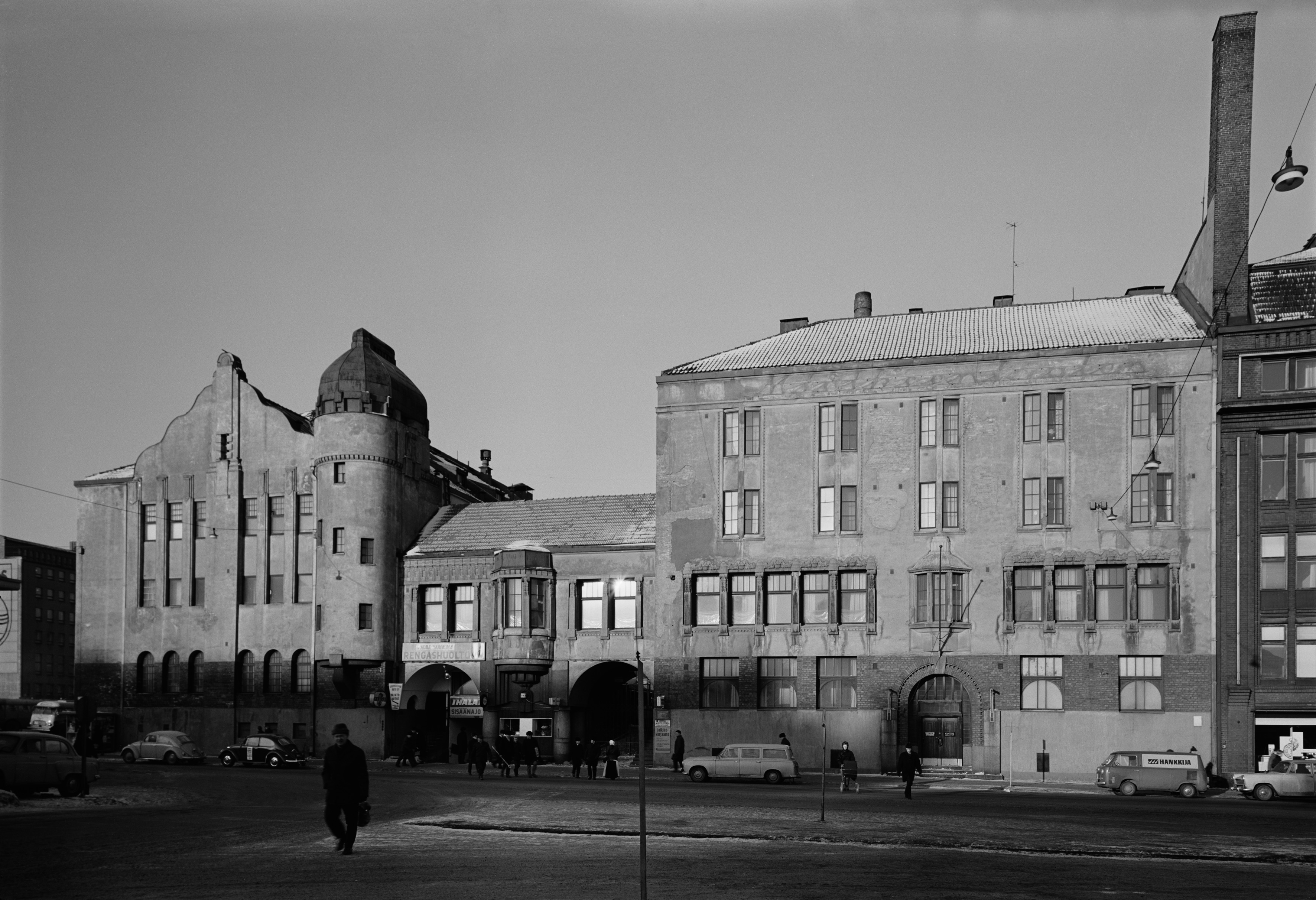
Jordbrukarnas mjölkcentrals byggnadskomplex i Kampen. Fotot är taget 1967–1968, efter mejeriets flytt till Tavastvägen 111].

Arla Oy, tidigare bland annat Hemholmen-Ingman Oy och Arla Ingman Oy Ab, är ett finländskt livsmedelsföretag med inriktning på mejeriprodukter. Företaget är ett dotterbolag till Arla Foods.
Arla producerar i Finland bland annat mjölk, ost, yoghurt, juice och matfetter. Företaget har huvudkontor och mejeri i Söderkulla i Sibbo och har också produktionsanläggningar i Kides i östra Finland och Rauna i norra Finland.

## Historik
Företaget har sina rötter i Jordbrukarnas mjölkcentral Ab, som grundades 1907 i Helsingfors, och i Hj. Ingman AB, som grundades 1929.
Hjalmar Ingman (1904-1981) började under 1920-talet tillverka fil, som han sålde på Salutorget i Helsingfors. Det gick bra och 1929 bolagiserades verksamheten under namnet Oy Hj. Ingman Ab.
År 1988 fusionerades Oy HJ Ingman Ab med Hemholmen Ab, som 1976 bytt namn från Jordbrukarnas mjölkcentral, till Hemholmen-Ingman Ab. År 1991 bytte företaget namn till Ingman Foods Oy Ab.
Ingman Foods etablerade sig i Sverige, bland annat genom köp av Åhus Glass och glassdelen inom Carlshamn Mejeri. Ingman slog ihop Åhus Glass med glassdelen inom Nestlé Sverige till Svenska Glasskiosken. År 2000 bytte Ingman Foods namn till Ingman Group Oy Ab.
År 2006 förvärvade Arla Foods 30 procent av Ingmans aktiekapital. Arla fick rätten att köpa resterande aktier i företaget inom tre år. Glasstillverkningen i företaget Ingman Ice Cream Oy Ab ingick inte i försäljningen (utan såldes 2011 till Unilever). År 2008 förvärvade Arla Foods de resterande aktierna i företaget och dess namn ändrades till Arla Ingman.